# وارازدات زادیکیان
وارازدات میاسنیکی زادیکیان (ارمنی: Վարազդատ Մյասնիկի Զատիկյան؛ زادهٔ ۱۰ آوریل ۱۹۵۹ - درگذشته ۱۷ اکتبر ۲۰۱۸) یک اقتصاددان و سیاستمدار اهل ارمنستان بود که از تاریخ ۱۹۹۹ تا تاریخ ۲۰۰۳ سمت نمایندگی دوره دوم مجلس ملی جمهوری ارمنستان را برعهده داشت.

## زندگی‌نامه
در در شهرداری آخالکالاکی به دنیا آمد و از دانشگاه هایبوساک ایروان (۲۰۰۰) فارغ‌التحصیل شد. واهان زادیکیان برادر بزرگتر وی بود. وی در ۱۷ اکتبر ۲۰۱۸ ‏در سن ۵۹ سالگی درگذشت.